# Гогель Федір Григорович
Федір Григорович Гогель (також Гогель 2-й; 1775–1827) — російський командир епохи наполеонівських воєн, генерал-лейтенант.

## Біографія
Народився в Саратові 1 (12) березня 1775 року. В 1785 році записаний вахмістром в Кінний лейб-гвардії полк і відправлений для освіти до Франції, звідки повернувся в 1791 році. У 1792 році був обновлений в капітани Санкт-Петербурзького драгунського полка; 1794 року переведений до Московських польових батальйонів, з яких за Павла I було складено Московський гарнізонний Архарова полк.
З 24 листопада 1800 року — полковник. У 1803 році був переведений у новостворений 20-й єгерський полк і 1 лютого 1804 призначений його командиром; 24 квітня того ж року він отримав у командування 5-й єгерський полк, з яким у кампанію 1805 бився під Аустерліцом, своєю стійкістю давши можливість загону Дохтурова з'єднатися з армією Кутузова.
У другу війну з французами, в 1807 року, полк Гогеля знаходився в авангарді та 12 січня, разом із полком Лошкарьова, захопив Лібштадт. За відзнаки при Лібштадті та Морунгені Гогель отримав орден Св. Анни 2-го ступеня. У битві при Прейсиш-Ейлау Гогель неодноразово водив в атаку свій полк і 27 грудня 1807 був нагороджений орденом Св. Георгія 4-го класу за № 821. За Гейльсберзьку битву отримав орден Св. Володимира 3-го ступеня. Під Фрідландом поле бою він залишив одним із останніх. За подвиги під час війни 1807 року його 5-й єгерський полк отримав срібні труби.
В 1812 року Гогель командував 3-ї бригадою в 26-й піхотної дивізії (Паскевича) і брав участь з нею в боях під Могильовом; у Смоленську захищав Королівський редут від атак Мюрата та Нея, а у Бородинському бою бився на Шевардінському редуті. Після Тарутінського бою вступив з дивізією під керівництво Платова і брав участь у всіх справах під час відступу Наполеона. За переслідування французів від Малоярославця до Красного отримав чин генерал-майора та орден Св. Анни 1-го ступеня.
У закордонному поході брав участь у блокаді Модліна. Під Гамбургом, 4 січня 1813 року, при нічному нападі на укріплення Горн і Гагум, взяв 900 чоловік у полон, а 5 лютого відзначився при взятті острова Вільгельмсбурга. Орденом Св. Георгія 3-го кл. № 358 було нагороджено 28 січня 1814 року. У 1816 році був призначений начальником 28-ї піхотної дивізії, розташованої у Варшаві. У 1824 році здійснений в генерал-лейтенанти.
Помер 17 (29) квітня 1827 року поблизу Білої Церкви Васильківського повіту Київської губернії, похований біля міста Дубно.
Мав синів: Григорія (1808—1881) та Валеріана (1814 — після 1856). В останнього у шлюбі з Ольгою Іванівною Мейєр (1812—?) було четверо дітей: Володимир (03.08.1834—18.11.1909), Микола (1836—1870), Ольга (1838—?), Павло (1840—?).